# 鋸山金谷温泉
鋸山金谷温泉（のこぎりやまかなやおんせん）は、主に千葉県富津市にある温泉（鉱泉）。2025年（令和7年）現在、房州大福温泉およびかなや温泉の2源泉が存在する。

## 概要

### 鋸山金谷温泉
元の源泉。開湯は1970年（昭和45年）。1971年（昭和46年）から供給をはじめた。その名の通り鋸山の北部から湧出していた。泉質は中性ナトリウム-炭酸水素塩・塩化物泉。ヨウ素を多く含み、「黒湯」として知られていた。源泉温度が低く、加温して利用されていた。
1854年（嘉永7年）創業の旅館「かぢや旅館」に引かれたのち、1971年（昭和46年）に「金泉館」が開業、時期不明だが「海浜ホテル萬年屋」でも引湯された。
富津市が管理運営を行っていたが、2021年（令和3年）に撤退し、同時に閉栓がなされた。

### 房州大福温泉
鋸山金谷温泉の閉栓後に「かぢや」で使われている源泉。源泉は鋸南町の安房温泉の区域、水産冷凍業の「大福商店」敷地内にあり、そこから運んでいる。開湯は2007年（平成19年）。
弱アルカリ性ナトリウム・カルシウム・マグネシウムー硫酸塩泉であり、健康増進・疲労回復の効能から「ちちんぷいぷいの湯」とも謳われる。
現在、家庭向け温泉として販売を行っている。

### かなや温泉
金谷地区北部、宿泊可能な複合温泉施設である「天然温泉海辺の湯金谷店」で用いられている源泉。
オープンは2006年（平成18年）。弱アルカリ性ナトリウム・カルシウムー硫酸塩・炭酸水素塩泉であり、加温・加水・消毒の上で使用されている。また、炭酸効果を高めるためナノ水を全館で導入している。

## 鋸山登山との関連
るるぶなど多くのガイドブックにおいて、鋸山登山とセットの観光が紹介されている。鋸山は低山登山の名所として著名である。また東京湾フェリーや浜金谷駅など都心部へのアクセスも容易であることから多くの利用があり、浜金谷駅周辺には「鋸山金谷温泉郷」の文字が書かれた歓迎モニュメントや観光案内所の痕跡が残る。

## 交通
- 「かぢや」および「金谷ステーション」
  - 内房線浜金谷駅[注 5]から徒歩4～5分。
  - 東京湾フェリー浜金谷港から徒歩5～10分、車で1～3分。
  - 富津館山道路富津金谷ICから車で3分。
- 「天然海辺の湯金谷店」
  - 浜金谷港または上総湊駅から日東交通バスで「富貴橋」下車すぐ。
  - 富津金谷ICから車で4分。

## 施設情報リンク
- かぢや（北緯35度9分56.0秒 東経139度49分26.8秒 / 北緯35.165556度 東経139.824111度）
- 金谷ステーション
- 天然温泉海辺の湯金谷店

## 注
1. ↑  創業当時は鍛冶屋であった。
2. ↑  2017年（平成29年）に市によって改装され「金谷ステーション」という複合施設になった。
3. ↑  2021年（令和3年）に土地の登記が抹消され、閉館したとみられている。
4. ↑  「金谷ステーション」も2021年（令和3年）に源泉を変更しているが、この源泉かどうかは不明。
5. ↑  土休日は特急「新宿さざなみ」が停車する。